# Суперкубок Туркменістану з футболу 2006
Суперкубок Туркменістану з футболу 2006  — 2-й розіграш турніру. Матч відбувся 7 грудня 2006 року між чемпіоном Туркменістану клубом Небітчі та володарем кубка Туркменістану клубом МТТУ.
| Володар Суперкубка Туркменістану 2006 |
| ------------------------------------- |
|                                       |
| Небітчі Перший титул                  |

## Матч

### Деталі
| 7 грудня 2006 |

| Небітчі                                      | 3:2 | МТТУ                         |
| -------------------------------------------- | --- | ---------------------------- |
| Аразов 7' Аманмамедов 52' Байлієв 80' (пен.) |     | Шамурадов 13' Нурмурадов 67' |

| Місцевий стадіон, Мари |